# Montanhas Insulares
As Montanhas Insulares são uma cadeia de montanhas na Cordilheira do Pacífico na Costa da Colúmbia Britânica, Canadá, composta por Cordilheira da Ilha de Vancouver e Montanhas Queen Charlotte. As Montanhas Insulares são acidentadas, particularmente na Ilha de Vancouver, onde picos no Parque Provincial de Strathcona sobem para elevações de mais de 2000m (6,600 ft). A mais alta dessas montanhas é Golden Hinde na Ilha Vancouver, que sobe para 2 196,818 m (7 207 pé).
Apesar de Montanhas Costeiras serem geralmente referidas como a faixa mais ocidental da Cordilheira do Pacífico (uma vez que é a faixa mais ocidental na principal massa terrestre nesse ponto), as Montanhas Insulares são a verdadeira faixa mais ocidental.

## História geológica
Essas Montanhas Insulares ainda não foram completamente emergidas acima do nível do mar e Ilha de Vancouver e Haida Gwaii são apenas as elevações mais altas do intervalo, o que foi de fato totalmente exposto durante o Último período glacial (extensão de gelo máxima há cerca de 18 mil anos) quando a plataforma continental nesta área era uma ampla planície costeira.
As Montanhas Insulares formaram-se quando uma cadeia de ilha vulcânica ativa (as Ilhas insulares colidiu contra o continente América do Norte durante o período médio Cretáceo. O tipo de rochas que formam as Montanhas Insulares são turbidites e Lava em almofada. Granítico plutons raramente ocorrem nas Montanhas Insulares, ao contrário das Montanhas Costeiras. A cordilheira Insular cobre cerca de 133.879 km² (51,691 sq mi).  Experimenta freqüentemente atividade sísmica, com a Placa do Pacífico e a Placa Juan de Fuca Sendo subduzido no manto da Terra. Grandes terremotos levaram a colapso de montanhas, deslizamentos de terra e fissuras.
Durante o último período glacial, o gelo encerrou quase todas essas montanhas. Glacier s que correu para o Oceano Pacífico afiou os rostos do vale e seus fundos erodidos. Estes vales foram transformados em fiordes quando o gelo derreteu e o nível do mar aumentou. Os remanescentes da Era do Gelo podem ainda ser notados, como o Glaciar Comox na Cordilheira da Ilha de Vancouver.

## Sub-intervalos

### Haida Gwaii
- Montanhas Queen Charlotte, no Haida Gwaii (anteriormente ilhas da rainha Charlotte):

1. Cameron Range: No lado ocidental de Ilha Graham
2. Crease Range: No norte da ilha central de Graham
3. McKay Range: Na costa sul da Ilha Graham
4. San Christoval Range: No lado ocidental de Ilha Moresby

### Ilha de Vancouver

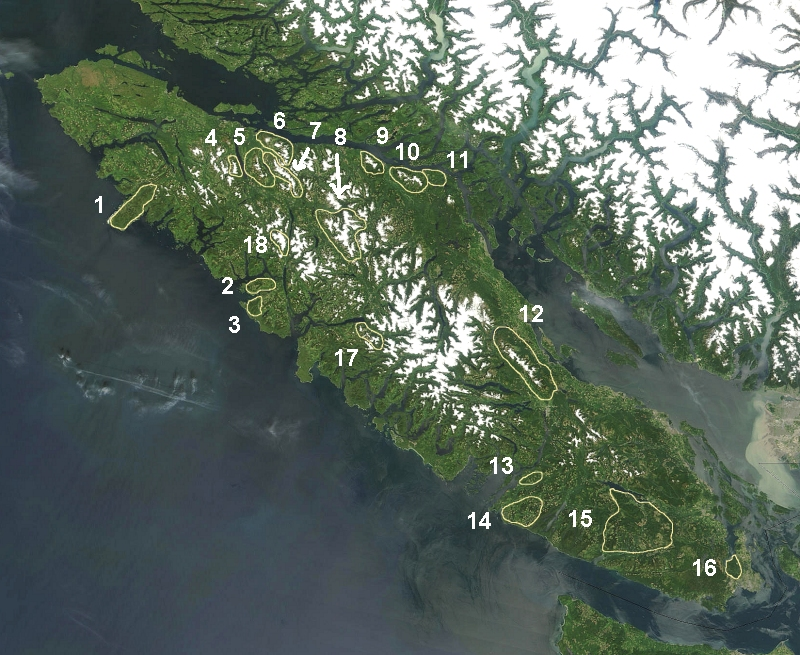
Intervalos nomeados da ilha de Vancouver

- Vancouver Island Ranges, na Ilha de Vancouver:

1. Refugium Range:  Na Península de Brooks
2. Sophia Range: Na ilha de Nootka, na península entre Esperanza Inlet e Nuchatlitz Inlet
3. Genevieve Range: Ilha Nootka
4. Karmutzen Range: Entre o lago Nimpkish, Tlakwa Creek e Karmuzten Creek
5. Hankin Range: Entre o lago Nimpkish e lago Bonanza
6. Franklin Range:  Perto de Robson Bight no Johnstone Strait entre o rio Tsitika e rio Kokish
7. Bonanza Range:  Entre o rio Nimpkish e o rio Tsitika pelo lago Bonanza
8. Sutton Range: Entre o rio Nimpkish,  rio Branco, rio Oktwanch, rio Dourado
9. Newcastle Range: Johnstone Strait, Oeste da Baía de Sayward-Kelsey e leste/norte do rio Adams
10. Prince of Wales Range: Costa leste da ilha de Vancouver 40 km (25 mi) ao norte do rio Campbell
11. Halifax Range: Ao longo do Estreito de Johnstone entre Amor de Cosmos Creek e Pye Creek
12. Beaufort Range: Ao norte de Port Alberni e a oeste de Qualicum Beach
13. Pelham Range:  Entre o rio Sarita e Alberni Inlet
14. Somerset Range: Entre as bacias do rio Pacheena-Sarita e o rio Klanawa (entre o lago Nitinat e o Canal Imperial Eagle)
15. Seymour Range: Entre o vale do lago Cowichan, o rio San Juan e o rio Gordon
16. Gowlland Range:  Perto de Victoria entre Saanich Inlet e Baía de Brentwood. Inclui Mount Work Regional Park
17. Pierce Range:  Sul do rio Gold entre o rio Jacklah e o rio Burman
18. Haihte Range: Entre o rio Tashsis, o rio Nomash, o lago Zeballos e o lago Woss

As Montanhas Elk River, localizadas no Parque Provincial de Strathcona, às vezes são classificadas como um intervalo.Predefinição:Citação curta incompleta